# Sadowoje (Kaliningrad, Nesterow, Tschistyje Prudy)
Sadowoje (russisch Садовое, deutsch Elluschönen, 1938–1945 Ellern) ist eine Siedlung in der russischen Oblast Kaliningrad. Sie gehört zur kommunalen Selbstverwaltungseinheit Stadtkreis Nesterow im Rajon Nesterow.

## Geographische Lage
Sadowoje liegt vier Kilometer westlich von Tschistyje Prudy (Tollmingkehmen/Tollmingen) an der Kommunalstraße 27K-180. Bis 1945 bestand über die Station Meldienen (1938–1945 Gnadenheim) Anschluss an die Bahnstrecke Gumbinnen–Goldap.

## Ortsname
Der russische Ortsname Sadowoje kommt häufig vor. Im Norden des Rajon Nesterow gibt es einen weiteren Ort mit der Bezeichnung Sadowoje (Jentkutkampen, 1938–1945 Burgkampen). Bis heute gibt es auch einen Ort namens Ellern in der früheren Rheinprovinz.

## Geschichte
Das frühere Elluschönen war eine von 10 Landgemeinden bzw. Gutsbezirken, die am 18. März 1874 den neu errichteten Amtsbezirk Waldaukadel (russisch: Stepnoje) bildeten. Im Zuge der nationalsozialistischen Umbenennungsaktion erhielt Elluschönen am 3. Juni 1938 (amtlich bestätigt am 16. Juli 1938) den Namen „Ellern (Ostpr.)“. Ein Jahr später erhielt auch der Amtsbezirk Waldaukadel – nach Verlegung des Amtssitzes – den neuen Namen Amtsbezirk „Pickeln“ (russisch: Tichwino).
Der Ort gehörte bis 1945 zum Landkreis Goldap (polnisch: Gołdap) im Regierungsbezirk Gumbinnen (russisch: Gussew) der preußischen Provinz Ostpreußen.
Im Jahre 1945 kam das Dorf infolge des Zweiten Weltkrieges zur Sowjetunion. Zu einem unbekannten Zeitpunkt erhielt es die russische Bezeichnung Sadowoje und wurde dem Dorfsowjet Tschistoprudnenski selski Sowet im Rajon Nesterow zugeordnet. Von 2008 bis 2018 gehörte Sadowoje zur Landgemeinde Tschistoprudnenskoje selskoe posselenije und seither zum Stadtkreis Nesterow.

### Einwohnerentwicklung
| Jahr | Einwohner |
| ---- | --------- |
| 1910 | 87        |
| 1933 | 83        |
| 1939 | 126       |
| 2002 | 68        |
| 2010 | 42        |

## Kirche
Die vor 1945 überwiegend evangelische Bevölkerung von Elluschönen/Ellern war bis 1945 in das Kirchspiel Tollmingkehmen (1938–1946 Tollmingen, russisch: Tschistyje Prudy) eingepfarrt. Es gehörte zum Kirchenkreis Goldap in der Kirchenprovinz Ostpreußen der Kirche der Altpreußischen Union. Der letzte deutsche Geistliche war Pfarrer Emil Moysich.
Seit den 1990er Jahren existiert in Tschistyje Prudy wieder eine evangelische Gemeinde, die zur neugebildeten Propstei Kaliningrad der Evangelisch-Lutherischen Kirche Europäisches Russland (ELKER) gehört. Die zuständigen Geistlichen sind die Pfarrer der Salzburger Kirche in Gussew (Gumbinnen).